# 陈来九
陈来九（1929年—），男，上海崇明人，中国电厂热能动力及其自动化专家，曾任南京工学院教授、博士生导师。